# Amba (langue océanienne)
Cet article concerne la langue océanienne. Pour la langue bantoue du même nom, voir Amba (langue bantoue). Pour les autres significations, voir Amba.
L’amba (ou aba, nebao, nembao, utupua) est une des trois langues océaniennes parlée à Utupua (province de Temotu), dans les Salomon.
Parlé dans les villages d'Aveta, Matembo et Nembao, l'amba est la principale langue de l'île, aux côtés des deux langues plus fragiles, l'asubuo et le tanibili.

## Nom
La langue est localement désignée [aᵐba] (avec prénasalisation), transcrit aba en orthographe locale.
La même langue est dénommée [neᵐbao] dans la langue asubuo voisine, forme qui sera localement orthographiée nebao.